# 恰克加特
恰克加特（Chakghat），是印度中央邦Rewa县的一个城镇。总人口9103（2001年）。

## 人口
该地2001年总人口9103人，其中男性4816人，女性4287人；0—6岁人口1630人，其中男854人，女776人；识字率63.53%，其中男性为71.57%，女性为54.49%。